# 1903 au Manitoba
Chronologie du Manitoba
- 1899
- 1900
- 1901
- 1902
- 1903
- 1904
- 1905
- 1906
- 1907

Cette page concerne des événements survenus en 1903 dans la province canadienne du Manitoba.

## Politique
- Premier ministre : Rodmond Palen Roblin
- Chef de l'Opposition :
- Lieutenant-gouverneur : Daniel Hunter McMillan
- Législature :

## Naissances
- 7 mai : James A. « Jimmy » Ball (né à Dauphin et décédé le 2 juillet 1988 à Victoria), athlète canadien.